# 376
Évszázadok: 3. század – 4. század – 5. század
Évtizedek: 320-as évek – 330-as évek – 340-es évek – 350-es évek – 360-as évek – 370-es évek – 380-as évek – 390-es évek – 400-as évek – 410-es évek – 420-as évek
Évek: 371 – 372 – 373 – 374 –  375 – 376 – 377 – 378 – 379 – 380 – 381

## Események

### Római Birodalom
- Valens és II. Valentinianus császárokat választják consulnak.
- Valens két mezopotámiai tartományt követel a szászánida II. Sápurtól, aki ezeket csak akkor hajlandó átadni, ha Örményország és Ibéria ismét perzsa érdekszférába kerül. Valens háborúra készül és csapatait keletre vezényli át.
- A hunok az előző években legyőzték és vazallusokká tették az alánokat, majd a gótok greutung törzsét (a leendő osztrogótokat). Ebben az évben legyőzik a gót tervingeket (a leendő vizigótokat) is. A rómaiakkal baráti viszonyt ápoló Fritigern terving király engedélyt kér Valenstől, hogy népével átkeljen a Dunán és letelepedjen Moesiában. A császár ezt engedélyezi, katonai szolgálatért cserébe. A becslések szerint 50-100 ezer gótnak azonban a római hatóságok nem tudnak elegendő élelmet szállítani, éhezni kezdenek, vannak akik kénytelenek rabszolgának eladni a gyereküket.
- A hunok elől menekülő greutungok is bebocsátást kérnek a rómaiaktól, de elutasítják őket. Mivel a római katonaságot részben a perzsa háborúhoz keletre vezényelték, másrészt a tervingeket kísérik, a greutungok átkelnek az alig őrzött dunai limesen, majd csatlakoznak a tervingekhez.
- Lupicinus trákiai kormányzó lakomára hívja a gótok vezetőit Marcianopolisba, hogy megtárgyalja velük a fennálló helyzetet. Az éhező gótok fosztogatásai miatt a királyokat letartóztatja, kíséretüket legyilkoltatja, de Fritigernnek, valamint Alatheus és Saphrax greutung törzsfőknek sikerül elmenekülniük és a gótok fellázadnak.
- Az egyesült gót törzsek a marcianopolisi csatában legyőzik Lupicinus sietősen összeszedett csapatait és megszerzik fegyverzetüket.
- Valens utasítja a dél-trákiai Hadrianopolis gót származású helyőrségét, hogy vonuljanak át Kis-Ázsiába. Azok pénzt és élelmet kérnek az útra, de ezt megtagadják tőlük és a polgárok megdobálják őket. A gót katonák kivonulnak a városból és csatlakoznak a felkelőkhöz.
- A gótok ostrom alá veszik Hadrianopolist, de nem boldogulnak erős falaival, ezért szétszélednek a vidéken és mindenütt dúlnak, fosztogatnak.

### Kína
- Miután visszautasította a behódolást, a Korai Csin állam hadserege megtámadja és egy hónap alatt teljesen legyőzi Korai Liang államot. Még ugyanebben az évben annektálják a hszienpej Topa Tajt is. Ezzel Kína területén két állam marad: az északi Korai Csin és a déli Csin-dinasztia.

## Születések
- Alexandriai Kürillosz, pátriárka

## Halálozások
- Ermanaric, gót greutung király
- Flavius Theodosius, római hadvezér, I. Theodosius császár apja

## Fordítás
- Ez a szócikk részben vagy egészben  a(z)   376 című angol Wikipédia-szócikk ezen változatának fordításán alapul.  Az eredeti cikk szerkesztőit annak laptörténete sorolja fel. Ez a jelzés csupán a megfogalmazás eredetét és a szerzői jogokat jelzi, nem szolgál a cikkben szereplő információk forrásmegjelöléseként.